# Глінка Сергій Миколайович
Сергій Миколайович Глінка (рос. Глинка, Сергей Николаевич;нар. 1775 маєток Сутоки, (Смоленщина)  — пом. 5 квітня 1847, Петербург)  — російський поет, журналіст, письменник, брат Федора Миколайовича Глінки

## Біографія

### Навчання
Вихованець І Кадетського корпусу в Петербурзі. Учасних Франко-російської війни 1812 р.

### Видавець
Видавав журнал «Руской вестник» (1808—1820, 1824 рр.). Цензор Московського цензурного комітету 1827—1830 рр.

### Політичне кредо
Стояв на монархічних і націоналістичних позиціях.

### Творчість
Автор історичних п'єс «Наталія  — боярська дочка» (1806), «Мінін». «Облога міста Полтави, чи Клятва полтавських мешканців», 1810), поема («Пожарський и Мінін, чи Пожертви росіян», 1807), Автор «Російської історії» в 14 частинах, а також віршів, історичних повчальних повістей.
Опублікував «Записки про 1812 рік» (1836) і «Записки про Москву і про закордонні випадки від результату 1812 до половини 1815 гг.» (1837).

### Паліцинський період
У 1799—1802 рр. живе, з перервами, у Попівці в маєтку О. О. Паліцина де удосконалює літературну майстерність, намагається віршувати, допомагає господарю креслити начисто архітектурні проекти, переписувати його переклади французьких просвітителів. Активний учасник засідань  Попівської академії . У 1802 р. працює у с. Рясне приватним вчителем дітей місцевого поміщика Хрущова — Олександра, Петра, Костянтина та сина Г. Р. Шидловського.

### Нагороди
Нагороджений орденом св. Володимира IV степени «За любов до Вітчизни, доведену творами і діяннями».